# Scandinavium
Scandinavium er en indendørsarena beliggende i Göteborg, Sverige.
Den er hjemmebane for ishockeyklubben Frölunda HC, der spiller i Elitserien. Scandinavium blev indviet den 18. maj 1971 og er senere udvidet i 1991. Med en publikumskapacitet på 12.044 til sportskampe og omkring 14.000 til f.eks. koncerter er den blandt Nordeuropas største indendørsareaner. Arenaen er beliggende på Skånegatan i det centrale Göteborg.
Publikumsrekorden blev sat den 29. maj 1988, da der var 14.606 tilskuere til en koncert med Whitney Houston i arenaen.